# Černohlav
Černohlav (také Tiarnaglofi) byl slovanský bůh uctívaný v Jasmundu na ostrově Rujána, kde stála jeho socha. Zmiňuje se o něm i severská Knýtlinga saga. Jeho socha měla údajně postříbřené vousy. Je velice možné, že se jedná jen o přídomek jiného boha, jehož socha měla černou hlavu. Někdy bývá Černohlav ztotožňován s Černobohem. Podobně jako ostatní slovanští bohové Polabí i on měl pravděpodobně válečnou funkci, neboť vojsko údajně doprovázel do bitev. Socha byla zničena v roce 1171, tři roky po pádu Arkony.